# Preah Palilay

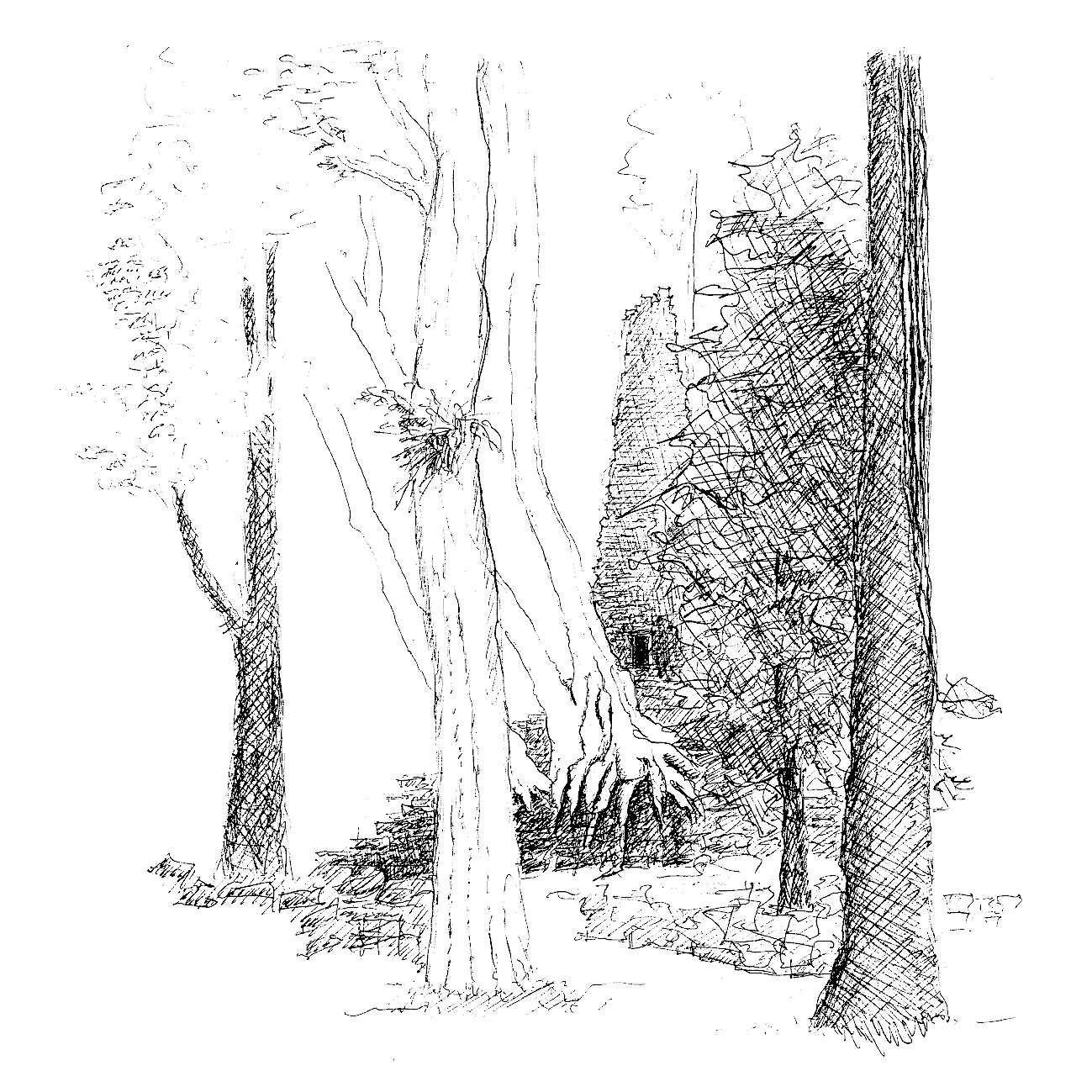
Picturesque trees in front of the chimney-like tower

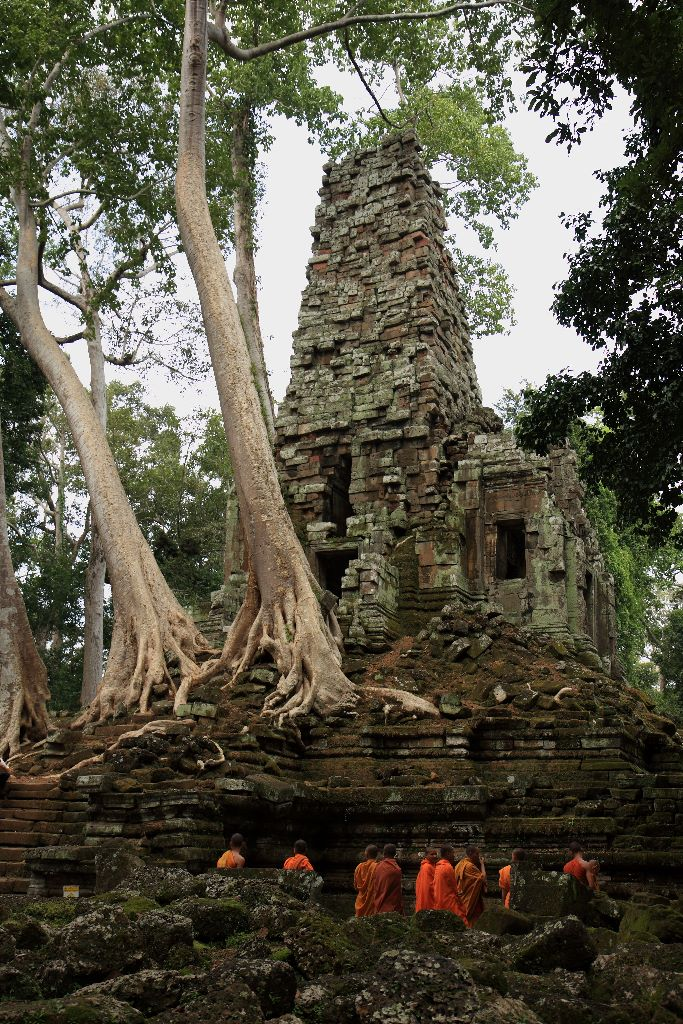
Monks from the nearby monastery in front of the temple

Preah Palilay là một ngôi đền tại Angkor, Campuchia. Ngôi đền này nằm ở Angkor Thom, 400 m về phía bắc của Phimeanakas. Được xây vào thế kỷ 13 hay thế kỷ 14, đây là một ngôi đền Phật giáo (dù có một số hình chạm khắc Hindu) theo phong cách Bayon. Ngôi đền này là một tháp có hình ống khói.